# Cynthia Westcott
Cynthia Westcott (North Attleboro, Massachusetts, 29 de junio de 1898 - North Tarrytown, Nueva York, 22 de marzo de 1983) fue una fitopatóloga, autora y experta en rosas estadounidense. Publicó una serie de libros y manuales sobre horticultura y enfermedades de las plantas. Su trabajo también apareció en The New York Times, House and Garden y The American Home. Westcott fue apodada "la doctora de las plantas" por el título de su primer libro.

## Trayectoria
Cynthia Westcott nació en North Attleboro, Massachusetts, el 29 de junio de 1898. Recibió su Grado en el Wellesley College en 1920 y su Doctorado en patología vegetal de la Universidad de Cornell en 1932.
Westcott fue objeto de un reportaje sobre su vida en The New Yorker en julio de 1952.
Murió de una dolencia cardíaca el 22 de marzo de 1983 en North Tarrytown, Nueva York. 
The Cynthia Westcott Papers es un archivo de notas de investigación y de su correspondencia. Se encuentra en la Biblioteca de la Universidad de Cornell.

## Reconocimientos
- American Horticultural Council (1955)
- Medalla de Oro, American Rose Society (1960)
- Medalla de Oro, Garden Club of New Jersey
- Premio Garden Writers, American Association of Nurserymen (1963)

## Obras
- (1937). The Plant Doctor: The How, Why, and When of Disease and Insect Control in Your Garden. New York: Frederick A. Stokes.[3]
- (1946). The Gardener's Bug Book; 1,000 Insect Pests and Their Control. New York: American Garden Guild and Doubleday.[4]
- (1950). Plant Disease Handbook. New York: Van Nostrand.
- (1952). Anyone Can Grow Roses. Toronto: Van Nostrand.[5]
- (1953). Garden Enemies. Princeton, NJ: D. Van Nostrand.[6]
- (1957). Plant Doctoring is Fun. Princeton, NJ: Van Nostrand.
- (1961). Are You Your Garden's Worst Pest? Garden City, NY: Doubleday.
- Westcott, C. and Jerry T. Walker, eds. (1966). Handbook on Garden Pests. Brooklyn, NY: Brooklyn Botanic Garden.[7]
- Westcott, C. and Peter K. Nelson, eds. (1980). Handbook on Biological Control of Plant Pests. Special issue of Plants & Gardens, Vol. 16, No. 3. Brooklyn, NY: Brooklyn Botanic Garden.